# Liodesina
Liodesina is een geslacht van vlinders van de familie spanners (Geometridae), uit de onderfamilie Ennominae.

## Soorten
- L. homochromata (Mabille, 1869)
- L. mesatlantis Wehrli, 1938